# Curtiss SB2C Helldiver
Il Curtiss SB2C Helldiver fu un bombardiere in picchiata imbarcato monomotore, biposto, monoplano ad ala media, sviluppato dall'azienda aeronautica statunitense Curtiss-Wright nei tardi anni 1930 e utilizzato principalmente dall'United States Navy durante la seconda guerra mondiale nel teatro del Pacifico.

## Storia del progetto
Nel 1938, con il progetto del Douglas SBD Dauntless già in fase avanzata, il Bureau of Aeronautics (BuAer), il dipartimento della United States Navy, la marina militare degli Stati Uniti d'America, deputato alla gestione del materiale e tecnologia della componente aerea, consapevole delle limitazioni del progetto della Douglas, poneva le basi per un suo successore.
La Request for Proposal inviata alle ditte aeronautiche richiedeva un bombardiere in picchiata che rispetto al Dauntless, doveva essere più veloce, avere maggiore autonomia e trasportare un carico bellico più elevato.
Tra i requisiti anche l'uso, come apparato propulsore, del motore Wright R-2600 Cyclone, un motore radiale a doppia stella con 14 cilindri, allora ancora in fase sperimentale e la possibilità di trasportare un carico bellico di 450 kg (1 000 lb) stivato all'interno di un vano bombe in fusoliera. 
Delle sei proposte pervenute, il BuAer scelse quella della Curtiss come unica vincitrice nel maggio del 1939, ordinando un singolo prototipo e designandolo XSB2C-1.
I test preliminari, svolti anche in galleria aerodinamica su un modello in scala dello XSB2C-1 a partire dal febbraio 1940, rivelarono un'eccessiva velocità di stallo e scarsa stabilità longitudinale. Furono quindi introdotte delle modifiche progettuali che portarono a un incremento della superficie alare da 35,8 m² (385 ft²) a 39,2 m² (422 ft²).
L'esigenza della marina statunitense di consentire su ogni ascensore (dimensioni 12 m (41 ft) per 15 metri (48 ft)) delle portaerei in servizio lo stazionamento contemporaneo di due velivoli (con semiali ripiegate) con un margine tutt'intorno di 12 pollici (0,30 m) aveva costretto i progettisti della Curtiss a ridurre la lunghezza del nuovo velivolo, mentre d'altro canto il maggior carico bellico richiesto comportava un volume interno maggiore rispetto a quello del Dauntless. L'SB2C aveva il 60% in più di potenza rispetto al Dauntless, ma era due volte più pesante e più lungo di 1,2 metri (4 ft).
L'aumento di peso, dimensioni e potenza senza un corrispondente aumento in lunghezza (imposta dalle dimensioni degli elevatori), ebbe come conseguenza un'instabilità longitudinale intrinseca, che si tentò di risolvere incrementando la superficie della deriva, intervento che si realizzò due volte durante la vita operativa dell'Helldiver senza mai essere veramente risolutivo.
L'aspetto tozzo che ne derivò valse all'Helldiver il soprannome affibbiato dai suoi equipaggi di Big-tailed Beast (bestia dalla grande coda).
A complicare ulteriormente il quadro, fu la richiesta della U.S. Navy di procedere rapidamente a una produzione di massa. Furono ordinati trecentosettanta SB2C-1 mentre il prototipo era ancora in fase di assemblaggio e poco dopo, con il primo esemplare di produzione ancora sulle linee di montaggio, l'ordine fu incrementato a quattromila esemplari, dei quali tremila dovevano essere costruiti dalla Curtiss, la quale quindi fu obbligata a realizzare una nuova linea di produzione presso la nuova fabbrica di Columbus, Ohio.
Il 13 dicembre 1940 il prototipo XSB2C-1 (numero di serie 1748) fu completato nella fabbrica della Curtiss di Buffalo.
Lo SB2C si presentava come un velivolo di linee convenzionali, con fusoliera a sezione circolare monoguscio. L'ala su due longheroni realizzata in quattro sezioni, due centrali fisse e due sezioni più esterne ripiegabili, era costruita in alluminio con rivestimento in Alclad, con superfici di controllo rivestite in tela.
Gli ipersostentatori sul bordo d'attacco alare si estendevano automaticamente all'estrazione del carrello di atterraggio. L'armamento era costituito da due mitragliatrici calibro .50 (12,7 millimetri) situate sulla cappottatura motore e da altre due di simile calibro installate nelle semiali. All'armamento fisso in caccia, si aggiungeva una postazione posteriore manovrata dall'operatore radio/armiere su due mitragliatrici calibro .30 (7,62 millimetri). Il requisito originale era per una torretta simile a quelle utilizzate dall'aerosilurante TBF Avenger, poi sostituita da un sistema simile a quello del Dauntless.
Il vano bombe poteva contenere una singola bomba da 1 000 libbre (450 kg) o due da 500 libbre (230 kg) senza modifiche, oppure una singola bomba da 1 600 libbre (730 kg) o un siluro Mk XVIII con un semplice kit di adattamento.
La potenza era fornita da un propulsore R-2600-8 Cyclone da 1 700 cavalli vapore britannici (1 300 kW). Il propulsore della Wright aveva già superato la fase sperimentale, ma non era ancora in produzione e nel dicembre 1940 i problemi di sviluppo del motore si aggiunsero a quelli del prototipo XSB2C.
Con tali premesse, non sorprendono i numerosi inconvenienti che funestarono i voli iniziali del prototipo XSB2C-1.
Il primo volo avvenne il 18 dicembre 1940. Nel volo successivo, il 9 febbraio 1941, il prototipo fu seriamente danneggiato a causa della piantata del motore in atterraggio. Riparato il prototipo, i voli ripresero il 6 maggio per essere ancora una volta interrotti a causa del cedimento del carrello d'atterraggio.
Rientrato in fabbrica, i tecnici della Curtiss introdussero le modifiche necessarie a risolvere i vari problemi manifestatisi durante i voli di prova, sia quelli già noti come l'instabilità longitudinale, sia quelli che si erano presentati per la prima volta come i fenomeni di buffeting dei piani di coda durante le picchiate ad alta velocità.
Nel tentativo di risolvere la stabilità sull'asse verticale, fu ampliata la superficie dei piani di coda, mentre la lunghezza della fusoliera fu estesa di un 1 piede (304,80 mm) allungando il castello motore.
Per la risoluzione dei problemi relativi al buffeting dei piani di coda, fu presa la precauzione di ridurre tempi e angoli di picchiata.
Il problema del surriscaldamento del Cyclone fu affrontato ampliando il numero dei flabelli di raffreddamento. Inoltre fu realizzata una presa d'aria separata per il radiatore dell'olio e vennero applicati dei manicotti (in inglese cuffs) alla radice delle eliche allo scopo di incrementare il flusso d'aria all'interno della cappottatura motore.
Il 21 dicembre 1941, durante un volo di test di picchiata dalla quota di 22 000 piedi (6 700 m) con recupero al massimo numero di g, la semiala destra e lo stabilizzatore cedettero durante la richiamata, con conseguente distruzione del prototipo mentre il collaudatore Raron Hulse riuscì a salvarsi con il paracadute.
I voli di prova furono sospesi e il volo di collaudo del primo esemplare di produzione SB2C-1 avvenne solo cinque mesi dopo, il 30 giugno 1942.
L'SB2C-1 differiva esternamente dal prototipo principalmente per la superficie del piano verticale che era stata ulteriormente ampliata. Tra le altre modifiche introdotte, il ritorno alle eliche senza manicotti, la rimozione dei portelli del ruotino di coda, il riposizionamento delle mitragliatrici dalla cappottatura motore alle ali e la sostituzione delle mitragliatrici binate con una mitragliatrice posteriore singola da 12,7mm.
Il collimatore a telescopio del prototipo fu sostituito da un classico mirino a riflessione, mentre nell'abitacolo fu installata l'antenna circolare per il radiogoniometro e sotto ciascuna semiala furono sistemati attacchi per bombe e l'antenna Yagi per il radar ASB (Air-Sea Battle).
Modifiche minori comprendevano l'introduzione del blindovetro per il parabrezza, la corazzatura di protezione per l'equipaggio e la semapizzazione dei serbatoi del combustibile.
Forgiati in alluminio sostituirono quelli in magnesio nella sezione centrale dell'ala.
Tutte le modifiche introdotte per assicurare la combat-readiness ebbero come conseguenza un ulteriore decremento delle prestazioni a causa dell'aumento del peso a vuoto.
I voli di collaudo dei velivoli di serie rivelarono ancora una miriade di altri problemi (più o meno gravi), ma per non ritardare la linea di produzione, fu deciso di introdurre una seconda linea di montaggio nella fabbrica di Columbus con l'unico scopo di introdurre le numerose modifiche richieste (raggruppate secondo standard identificati come Mod I, Mod II e Mod III) ai velivoli che uscivano dalla linea di produzione principale
I primi duecento SB2C-1 di produzione furono quindi forniti secondo vari standard di modifica.
Gli esemplari portati allo standard Mod II differivano dal progetto originale per avere una singola mitragliatrice posteriore calibro 12,7mm invece delle due calibro 7,62mm, fu rimossa l'antenna circolare del radiogoniometro e variato il disegno del tubo di Pitot.
I primi reparti a ricevere l'SB2C-1 furono il VS-9 e il VB-9 a bordo della portaerei USS Essex, CV-9. Purtroppo le prove condotte a bordo della portaerei furono così insoddisfacenti che la Essex salpò in zona operazioni con ancora a bordo i Dauntless.
La stessa situazione si ripeté con la portaerei gemella, la Yorktown (CV-10) costruita anch'essa come la Essex nei cantieri Shipbuilding Newport News, in Virginia. Anche la Lexington (CV-16) salpò con la dotazione di Dauntless. Maggior successo ebbero le prove con i velivoli del VB-17 a bordo della USS Bunker Hill (CV-17)' che avevano ricevuto in dotazione gli SBC2C-1 Mod. III. Il Mod.III tornava a installare la coppia di mitragliatrici calibro 7,62 posteriormente, mentre il ruotino di coda retraibile era sostituito da un modello fisso carenato.
La versione successiva fu la SB2C-1C con due cannoni da 20 mm nelle ali invece della quattro calibro da 12,7mm.
Questa fu la prima versione usata estensivamente in combattimento, anche se erano trascorsi ben due anni e mezzo dal primo prototipo.
Settecentosettantotto SB2C-1 furono costruiti dalla Curtiss, mentre la Canadian Car and Foundry produsse trentotto SBW-1 per l'U.S. Navy e ventotto SBW-1B per la Royal Navy. La Royal Navy non soddisfatta delle prestazioni dell'Helldiver, non lo impiegò in combattimento. La Fairchild of Canada costruì cinquanta SBF-1 comparabili completamente con lo SB2C-1.
L'XSB2C-2 fu la versione idrovolante dello SB2C-1. Sviluppata per operare nel Pacifico del Sud, in teatri operativi dove non erano disponibili portaerei o aeroporti, l'XSB2C-2 fu ottenuto da un esemplare di serie SB2C-1 (numero di serie 00005) eliminando il carrello di atterraggio e sostituendolo con una coppia di galleggianti e una pinna ventrale nella parte finale della fusoliera.

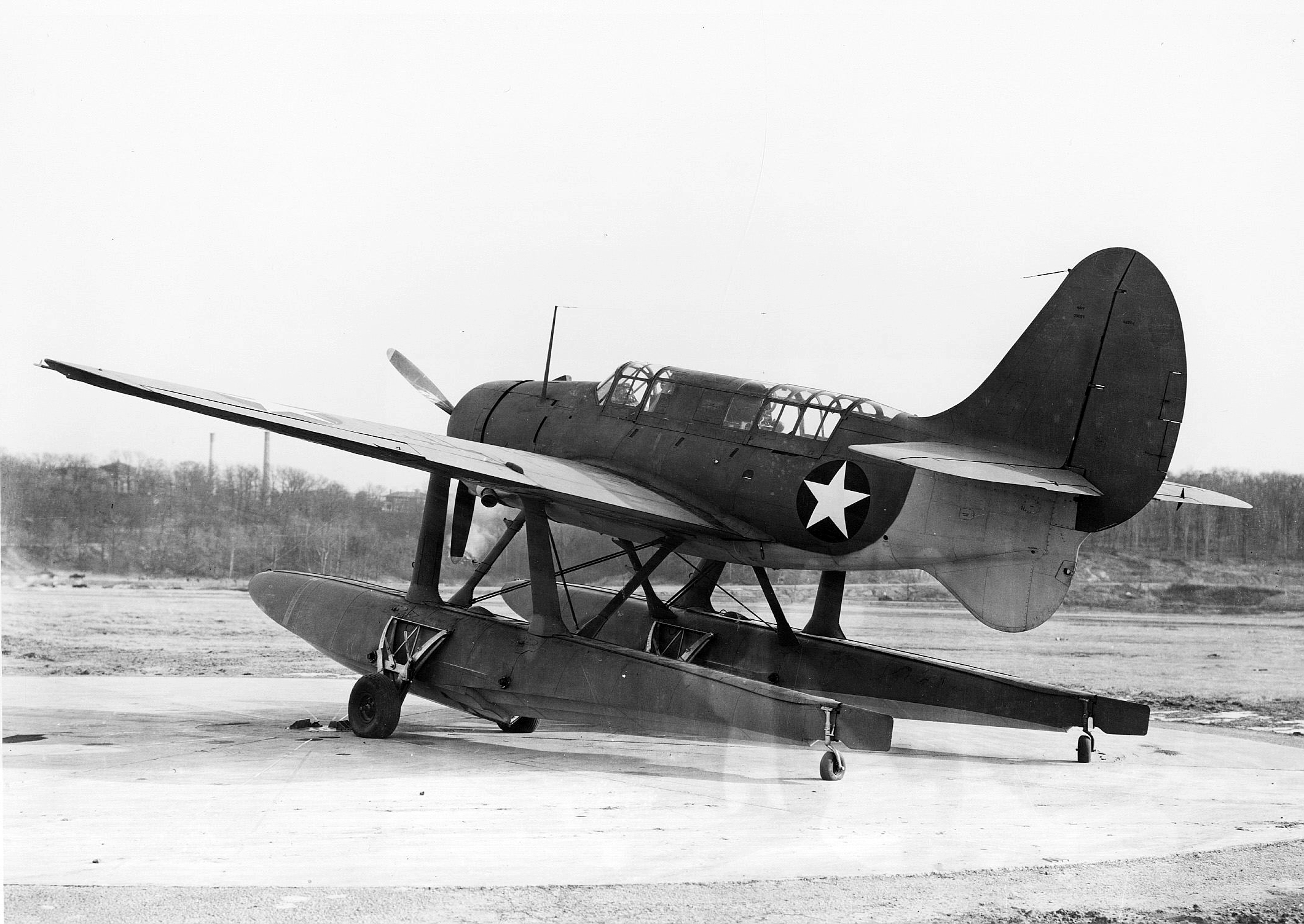
Il prototipo del Curtiss XSB2C-2, 1942

Sebbene avesse tempi di decollo lunghi, il prototipo fu trovato soddisfacente e un ordine per duecentonovantaquattro esemplari fu emesso a metà del 1943, da ottenere prelevando altrettanti SB2C-1 dalla linea di produzione della Curtiss a Columbus. I lunghi tempi necessari alla conversione e la costruzione nel frattempo di portaerei di scorta capaci di garantire la superiorità aerea nella zona di combattimento uniti alla rapidità con cui le unità Seabee della Marina degli Stati Uniti erano in grado di apprestare piste d'aviazione, fecero decadere l'esigenza e l'ordine per l'SB2C-2 fu cancellato nell'aprile del 1944.
La versione successiva fu la SB2C-3 che apparve nella primavera del 1944, dotata di un motore R-2600-20 da 1 900 cavalli vapore britannici (1 400 kW) al decollo. L'elica tripala fu sostituita da un'elica quadripala priva di ogiva sul mozzo. I piloti apprezzarono la maggior potenza a disposizione, ma l'Helldiver restava comunque un aereo sotto potenziato.
Tra le ulteriori modifiche della versione SB2C-3 figuravano il diverso disegno della cabina per l'operatore radio/mitragliere e la modifica della struttura tra i due abitacoli.
Comunque, la novità più importante fu l'adozione di freni aerodinamici di tipo perforato e bordo d'uscita seghettato, che divennero standard anche per le successive versioni. La modifica introdotta evitava i fenomeni di buffetting dei piani di coda durante la picchiata e migliorava il comportamento alle basse velocità.
Alcuni SB2C-3 furono dotati di radar APS-4 la cui antenna era contenuta in un pod sotto la semiala destra. Il radar APS-4 sostituiva il precedente ASB con la sua antenna Yagi. Gli SB2C-3 dotati di radar APS-4 furono denominati SB2C-3E.
La Curtiss produsse millecentododici tra SB2C-3 e -3E, mentre la Canadian Car and Foundry ne produsse quattrocentotredici sotto la denominazione SBW-3.
Altri centocinquanta SBF-3 furono costruiti dalla Fairchild of Canada. Gli esemplari canadesi vennero assegnati a unità di addestramento o impegnati come pattugliatori lungo le coste atlantiche degli Stati Uniti.
La versione prodotta in maggior numero di esemplari fu la SB2C-4 (con la sua variante -4E), distinguibile dalla precedente per la presenza dell'ogiva sul mozzo dell'elica. Anche l'abitacolo fu modificato, rimuovendo la vetratura trasparente tra la cabina del pilota e quella dell'operatore/mitragliere. Fu incrementata la capacità dell'armamento di lancio, con la possibilità di trasportare sotto ogni semiala cinque razzi da 5 pollici (130 mm). Nelle ultime serie produttive, il gancio d'arresto fu sistemato esternamente, a causa di problemi di corrosione rinvenuti in presenza dei ganci di arresto alloggiati all'interno.
La Curtiss costruì duemilaquarantacinque SB2C-4 e -4E, mentre duecentosettanta SBW-4E furono prodotti dalla Canadian Car and Foundry, Ltd. Da parte sua la Canadian Fairchild completò altri cento SBF-4E.
Con l'immissione in servizio della versione SB2C-4, l'U.S. Navy fu in grado, finalmente di completare la sostituzione del Dauntless a bordo delle portaerei d'attacco classe Essex (CV9), Enterprise (CV6) e USS Saratoga (CV-3).
Le dimensioni dell'Helldiver non ne permisero però l'uso sulle portaerei leggere della classe Independence (ex Amsterdam) CVL22 o sulle portaerei di scorta (CVE).
Nonostante la cattiva fama delle prime versioni, l'SB2C-4 aveva una velocità di crociera maggiore di quella del TBM Avenger e un maggiore raggio d'azione, senza serbatoi ausiliari.
L'SBD Dauntless era surclassato sotto ogni aspetto, tranne il raggio d'azione. Il Corsair poteva portare lo stesso carico bellico dell'Helldiver ad una maggiore velocità, ma con un minor raggio d'azione.
La versione finale fu la SB2C-5, distinguibile esternamente per il tettuccio del pilota scorrevole e senza telaio. Con quest'ultima versione la Curtiss fornì alla U.S. NAVY un velivolo con elevati standard qualitativi. Il vano bombe fu allungato; la disposizione della strumentazione fu disposta in maniera più razionale, su consolle laterali, secondo gli standard adottati da altri velivoli militari del periodo.
Tutti gli SB2C-5 furono dotati di radar AN/APS-4. La capacità di carburante interna fu incrementata di 35 galloni americani (130 l).
Dei duemilacinquecento SB2C-5 ordinati, ne furono costruiti novecentosettanta SB2C-5 da parte della Curtiss, prima che l'ordine venisse cancellato per la fine delle ostilità. In aggiunta la Car and Foundry costruì ottantacinque SBW-5.
Con la produzione avviata nel febbraio 1945, l'SB2C-5 arrivò troppo tardi per partecipare alle operazioni contro il Giappone, però quando l'U.S. Navy unificò gli squadron da bombardamento e aerosiluranti negli squadron di attacco, l'Helldiver ne divenne l'equipaggiamento standard fino al giugno 1949 quando fu sostituito dal Douglas A-1 Skyraider.
In ambito MDAP, la versione SB2C-5 fu fornita alla Francia, alla Grecia, all'Italia, al Portogallo e alla Thailandia. La Grecia li utilizzò in combattimento durante l'insurrezione comunista del 1948, mentre Francia e Thailandia li utilizzarono in Indocina contro i guerriglieri Viet Minh. Gli Herlldiver francesi della Esc. 3.F decollarono dalla portaerei Arromaches durante la battaglia di Dien Bien Phu nel 1954.
L'Italia utilizzò gli Helldiver, denominati 'SC2-5' fino al febbraio 1959.
Un tentativo di sviluppare una versione più potente, dotata di un motore Wright R-2600-22 da 2 100 cavalli vapore britannici (1 600 kW) e denominata 'XSB2C-6', rimase allo stadio di prototipo.
A-25A Shike
A differenza della U.S. Navy, l'USAF aveva mostrato scarso interesse all'acquisizione di un bombardiere in picchiata.
Il successo degli Stuka della Luftwaffe nel corso della Blitzkrieg, spinse gli alti comandi statunitensi a prendere in considerazione la nuova specialità.
Fu normale rivolgersi alla consorella Marina che già disponeva di aeromobili della specialità. Pertanto il 31 dicembre 1940 fu piazzato un ordine per cento A-25A, designazione USAF per il SB2C-1A dell'U.S. Navy.
In previsione di un futuro ordine per tremila A-25A, la Curtiss fu invitata ad organizzare una nuova linea di produzione negli stabilimenti di Saint Louis.
Il primo A-25A di produzione volò il 29 settembre 1942, tre mesi dopo il primo SB2C-1 dell'U.S. Navy.
I primi dieci A-25A avevano le ali ripiegabili, caratteristica che non fu mantenuta negli esemplari successivi.
Alla fine del 1943, con la produzione dell'A-25A a pieno ritmo, l'USAF perse interesse all'utilizzo di un bombardiere in picchiata che proprio in quel periodo mostrava i suoi limiti anche in Europa e si trovò quindi nella necessità di trovare un uso per i novecento A-25A già prodotti dalla linea di produzione di St. Louis.
La proposta di consegnarne centocinquanta alla Royal Australian Air Force, non ebbe esito dopo che, ricevuti i primi dieci, la stessa RAAF rifiutò l'offerta statunitense.
La soluzione fu trovata cedendone quattrocentodieci al Corpo dei Marines, inclusi i centoquaranta rifiutati dalla RAAF, che intendevano utilizzarli come bombardieri in picchiata dalle basi terrestri. Gli A-25A furono quindi retrofittati allo standard SB2C-1A. Gli SB2C-1A ex-A-25A non videro comunque mai il combattimento venendo utilizzati solo come addestratori. Gli A-25A rimanenti, identificati con la sigla RA-25A, furono utilizzati come addestratori o traino bersagli.

### Tecnica
la descrizione tecnica è riferita, quando non specificato diversamente, alla versione SB2C-5

#### Cellula

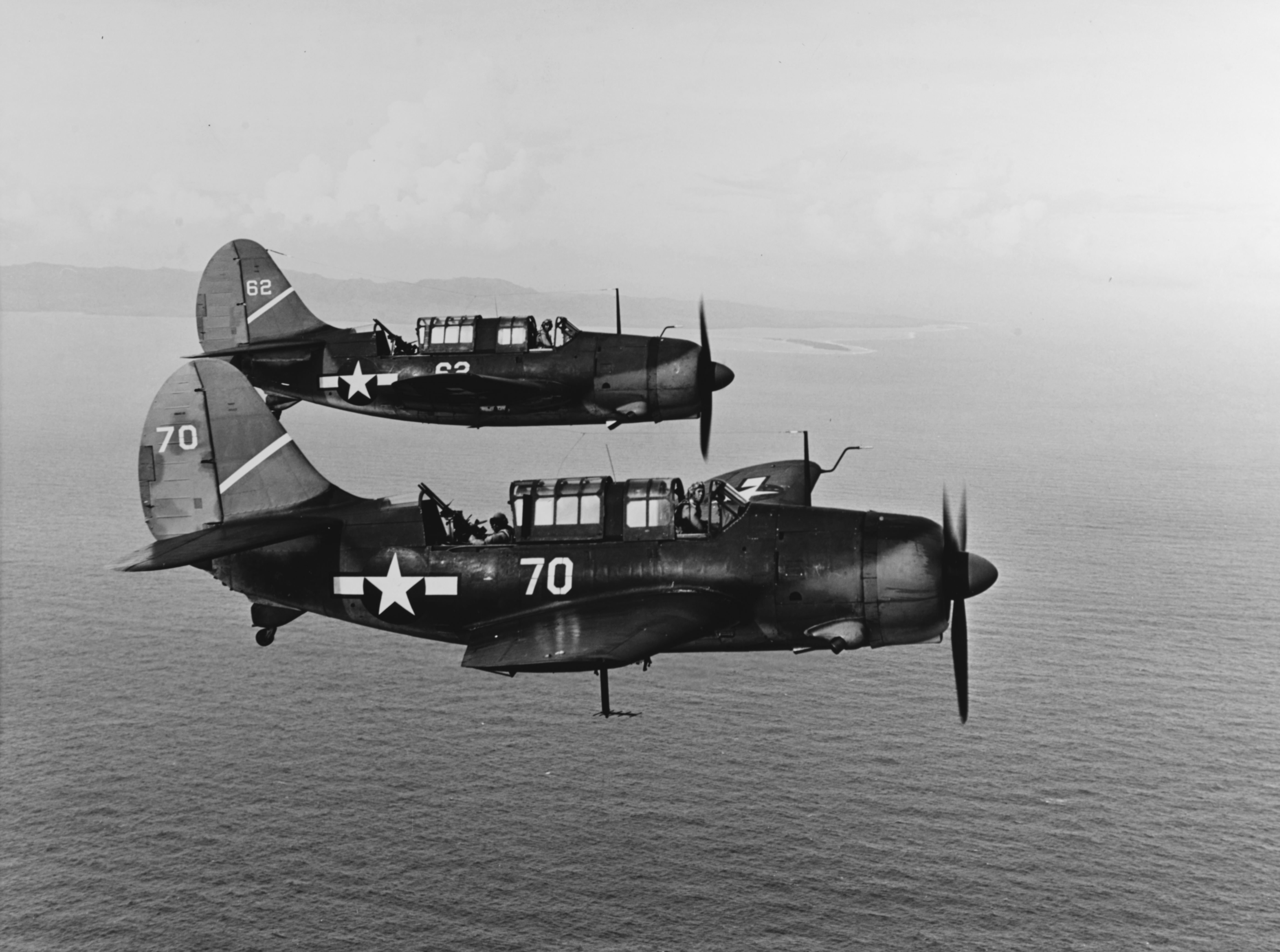
Due Curtiss SB2C Helldiver in volo nel 1943

L'Helldiver era un monomotore di grandi dimensioni, interamente metallico.
L'ala, su profili NACA 23017 alla radice e NACA 23009 all'estremità, era a pianta trapezoidale, con un allungamento pari a 5,8 ed era suddivisa in quattro sezioni, con quelle più esterne incernierate e ripiegabili a comando idraulico per facilitare lo stivaggio nelle portaerei. 
La struttura resistente dell'ala era metallica, bilongherone, con rivestimento in duralluminio, mentre gli alettoni avevano rivestimento in tela. 
Il bordo d'attacco alare era dotato di alette Handley-Page avente lo scopo di ridurre la velocità di stallo e migliorare la manovrabilità dell'aereo alle basse velocità, mentre sul bordo d'uscita alare tra fusoliera e alettoni erano presenti i freni aerodinamici costituiti da griglie metalliche forate aprentisi sopra e sotto l'ala.
Gli impennaggi, di tipo classico, erano costituiti da una deriva di grandi dimensioni che faceva parte integrante della fusoliera, e da un piano stabilizzatore fissato alla base della deriva. Le parti mobili dell'impennaggio erano a struttura metallica, ma con rivestimento in tela e munite di alette di compensazione.
Il carrello era costituito da due gambe controventate che si retraevano per rotazione verso l'interno. Posteriormente era situato il ruotino di coda non retrattile e il gancio di coda abbassabile per l'appontaggio sulle portaerei.
La fusoliera semiguscio aveva sezione ellittica con struttura e rivestimento in duralluminio. La lunga cabina vetrata ospitava i due membri dell'equipaggio (pilota ed operatore radar/mitragliere). Il posto di pilotaggio anteriore era chiuso da una cappottina scorrevole all'indietro. Nell'abitacolo posteriore, coperto da una cappottina scorrevole in avanti, trovava posto il secondo membro dell'equipaggio, munito di replicazione degli strumenti principali, schermo radar e alcuni comandi quali quello del traino manica per i velivoli così modificati.

#### Motore
Il motore era un Wright Cyclone R-2600-20 a 14 cilindri a doppia stella raffreddato ad aria con compressore che sviluppava 1 900 cavalli vapore britannici (1 400 kW) a 2 800 RPM al decollo e 1 450 cavalli vapore britannici (1 080 kW) a 2 600 RPM ad una quota di 3 200 piedi (980 m) ed azionava un'elica quadripala metallica di 3,70 m di diametro.

### Sistemi e impianti
L'impianto carburante era costituito da due serbatoi in ciascuna semiala rispettivamente da 105 galloni americani (400 l) e 44 galloni americani (170 l) e da un ulteriore serbatoio da 55 galloni americani (210 l) situato nel tronco centrale della fusoliera, per una capacità complessiva interna di 353 galloni americani (1 340 l).
Per missioni di ricognizione senza carico offensivo, l'Helldiver poteva disporre di tre serbatoi sganciabili da 100 galloni americani (380 l), di cui due sotto le semiali ed il terzo installato nel vano bombe, per un totale complessivo di 653 galloni americani (2 470 l).
Il serbatoio dell'olio aveva una capacità di 35 galloni americani (130 l).
La strumentazione di bordo seguiva gli standard dell'epoca, mentre per la comunicazione e la navigazione erano disponibili un'ampia gamma di apparecchiature quali un transponder IFF AN/APX-2B, un radiogoniometro AN/ARR-2A, ricetrasmettitori AN/ARR-2A.

### Sistemi d'arma
L'armamento di bordo era costituito da due cannoni da 20 mm alari con 200 colpi per arma, e da due mitragliatrici 0,30 pollici (7,6 mm) disposte posteriormente con 2 000 colpi per arma.
L'armamento offensivo variava secondo le missioni. Sotto le ali era possibile installare due bombe da 1 000 libbre (450 kg), 500 libbre (230 kg) o 100 libbre (45 kg) oppure otto razzi HVAR da 8 pollici (200 mm) in appositi lanciatori Mk 5 Rocket.
Il vano portabombe poteva ospitare una bomba da 2 000 libbre (910 kg) oppure un siluro Mk 13 del diametro di 22,4 pollici (570 mm).
Le versioni dell'Helldiver -4 e -5 erano dotate del radar di ricerca AN/APS-4 costruito dalla Western Electric in banda X, utilizzato per la ricerca e individuazione di naviglio di superficie e subacqueo. Il radar era trasportato in un pod situato sotto la semiala destra mentre lo schermo e gli apparati di controllo erano situati nell'abitacolo del secondo membro dell'equipaggio.
Per facilitare le missioni di bombardamento in picchiata, era presente un sistema di puntamento e gestione dell'armamento AN/ASG-10 che consentiva di effettuare il bombardamento secondo la tecnica del toss bombing molto simile al successivo sistema LAMBS.

## Impiego operativo

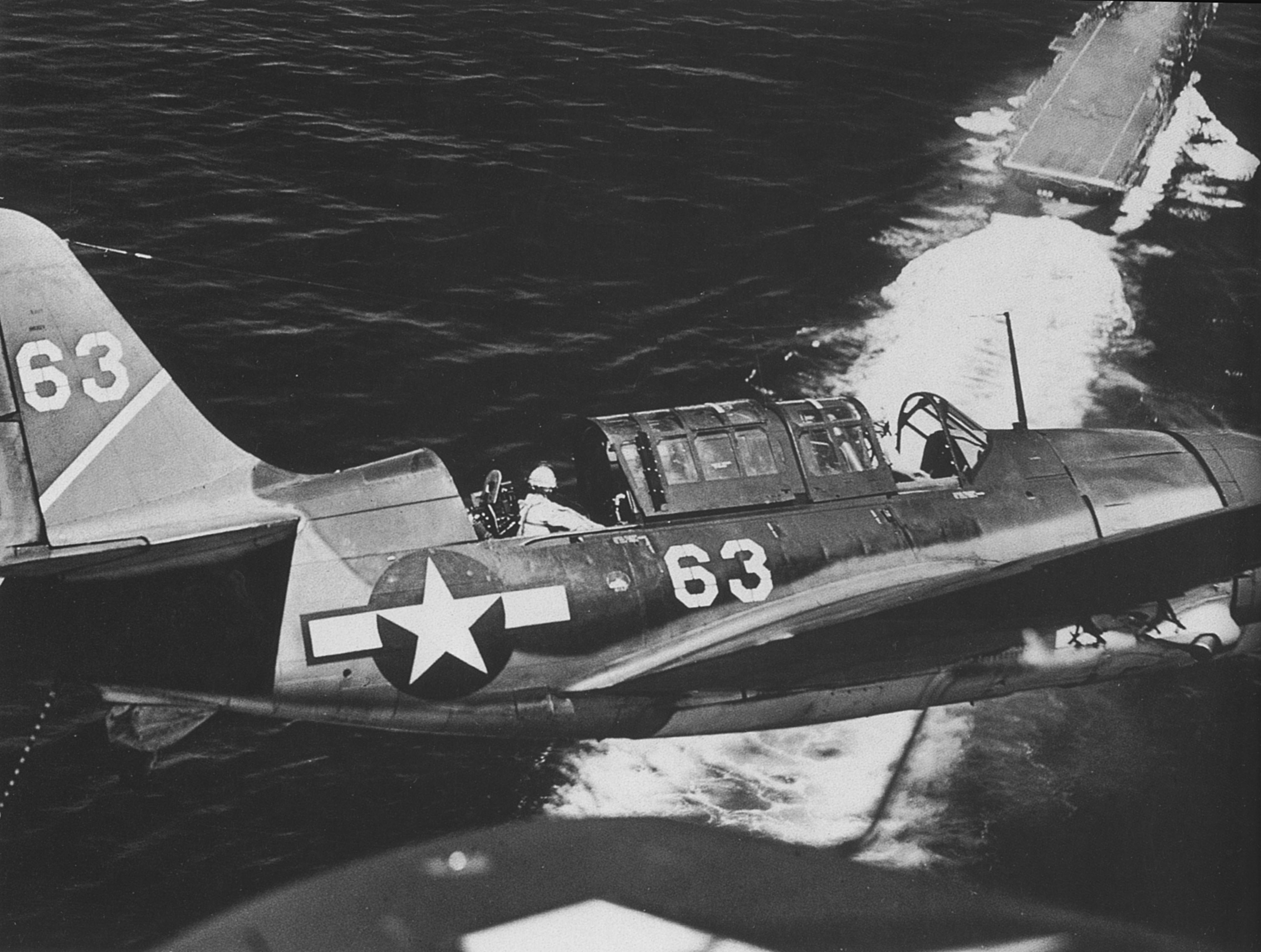
Un SB2C-1 in fase di avvicinamento alla portaerei Yorktown, luglio 1944

### Stati Uniti d'America
Il debutto in combattimento dell'Helldiver avvenne l'11 novembre 1943 quando i velivoli in dotazione al VB-17, imbarcato sulla portaerei Bunker Hill (CV-17) facente parte della Task Force 50.3 assieme alla Essex (CV-09) e all'Independence (CVL-22), al comando del LCDR James E. 'Moe' Vose, attaccarono le postazioni giapponesi su Rabaul. Nel corso del raid fu affondato il cacciatorpediniere Suzunami e gli incrociatori Agano e Yubari furono danneggiati.
Successivamente il TG 50.3 si mosse verso le isole Gilbert dando avvio all'Operazione Galvanic, l'occupazione dell'isola di Tarawa (20-23 novembre 1943).
Il VB-17 era ancora l'unico reparto dell'U.S. Navy ad avere in dotazione trentuno Helldiver nel mese di febbraio 1944 in occasione dei raid sull'isola di Truk, nelle Isole Caroline nel corso dell'Operazione Hailstone (17 e 18 febbraio 1944).
Nel giugno successivo, in occasione della battaglia del Mare delle Filippine solo l'Enterprise e la Lexington avevano ancora a bordo gli SBD Dauntless.
Gli SB2C-1 equipaggiarono le squadriglie VB-1 (portaerei Yorktown), VB-2 (portaerei Hornet), VB-8 (che aveva sostituito il VB-17 sulla portaerei Bunker Hill), VB-14 (portaerei Wasp), VB-15 (portaerei Essex).
Ad ottobre, durante la battaglia del Golfo di Leyte tutte e nove i reparti da bombardamento della Task Force 38 erano equipaggiati con gli Helldiver, nelle versioni -3 e -4.
Nel dopoguerra, con l'unificazione dei reparti di bombardamento e aerosiluranti in reparti di attacco (che cambiarono la denominazione da VB e VT a VA) dell'U.S. Navy gli Helldiver, nella versione SB2C-5, divennero l'equipaggiamento standard fino al giugno 1949 quando furono sostituiti dal Douglas A-1 Skyraider. Ritirati dalla prima linea furono forniti ai reparti della Riserva. Comunque intorno alla metà degli anni cinquanta gli Helldiver non facevano più parte dell'inventario dei mezzi della Marina statunitense.

### Altri Paesi
Gran Bretagna
La Fleet Air Arm ricevette ventisei Helldiver con la legge Affitti e prestiti, su un ordine iniziale di quattrocentocinquanta.
I velivoli furono prodotti dalla Canadian Car & Foundry come SBW-1B (comparabile con la versione SB2-1C) e assunsero i numeri di serie da JW100 a JW125.
Conosciuti come Helldiver I iniziarono ad essere consegnati al reparto operativo, lo squadron 1820 NAS costituito a Brunswick nel Maine nell'aprile del 1944. L'equipaggiamento iniziale fu di nove Helldiver, con un organico di otto piloti e otto osservatori.
Dopo l'iniziale familiarizzazione con il nuovo velivolo, il reparto fu trasferito presso la Naval Air Station di Squantum nel Massachusetts nel maggio del 1944 per completare il periodo di addestramento operativo, funestato da vari incidenti anche mortali Imbarcato sulla portaerei HMS Arbiter (D31) nel luglio del 1944, per far ritorno in patria, lo squadron 1820 NAS (Naval Air Squadron) non ebbe occasione d'entrare in azione fino a che il reparto stesso, dopo la decisione di ritirare l'Helldiver dal servizio di prima linea, non fu sciolto nel dicembre successivo presso la RNAS (Royal Naval Air Station) di Burscough. Gli Helldiver 1 furono distribuiti tra i vari reparti di seconda linea della Fleet Air Arm.
L'ultimo Helldiver, serie JW115 servì con la FAA fino al dicembre del 1945 con le insegne dello squadron 700 NAS a Middle Wallop, Hampshire
Francia
L'Aéronautique navale ricevette nel 1950 quarantotto SB2C-5 ex-U.S. Navy,in sostituzione dei veterani SBD Dauntless, con i quali costituì due squadriglie la 3F e la 9F destinati alle portaerei Arromanches, già HMS Colossus e alle due portaerei di scorta Bois Belleau (R 97) ex-USS Belleau Wood (CVL-24) e La Fayette ex USS Langley.
I due reparti dell'Aéronatique navale furono subito inviati in Indocina a supporto dell'esercito francese impegnato contro l'esercito rivoluzionario vietnamita, guidato dal generale Võ Nguyên Giáp.
Gli Helldiver furono efficacemente impiegati nel periodo 1951-1954 in numerose missioni di supporto a terra, armati con razzi HVAR, bombe da 500 libbre (230 kg) e 1 000 libbre (450 kg) e bombe al napalm. Dopo la sconfitta francese nella battaglia di Dien Bien Phu, i due reparti rientrarono in madrepatria effettuando il passaggio sul Corsair o sul Grumman Avenger, mentre gli Helldiver superstiti, distribuiti tra i reparti 1F, 2F e 54F furono utilizzati per compiti di seconda linea fino al loro completo ritiro avvenuto nel 1958.
Grecia
La Grecia ricevette quarantadue SB2C-5 in conto MDAP nel 1949, dopo che il Congresso degli Stati Uniti autorizzò gli aiuti militari a quei paesi che erano in lotta con movimenti di guerriglia comunisti. I primi due SB2C-5 ricevuti nel giugno del 1949 furono usati per addestramento e familiarizzazione dei piloti della Hellenic Air Force di base a Larissa.
A questi seguì una fornitura di altri venti velivoli nell'agosto del 1949. Con il completamento della fornitura fu formato a Larisa il 336 Mira.
Gli Helldiver furono impiegati durante la guerra civile greca, in attacchi contro le postazioni dei guerriglieri comunisti che operavano nel nord del paese. Gli SB2C-5 prestarono servizio nell'Aeronautica greca fino al 1953, quando furono sostituiti dagli F-84G.
Italia
Il 4 aprile 1949 l'Italia è tra le dodici nazioni firmatarie del Patto Atlantico. La partecipazione al Patto Atlantico è la premessa per l'avvio da parte degli Stati Uniti, della cessione di materiale militare nell'ambito del programma MDAP con lo scopo di adeguare e standardizzare il materiale bellico delle nazioni costituenti l'alleanza occidentale.
Per l'attività antisommergibile, si prospetta la cessione all'Italia del Curtiss SB2C-5 Helldiver. Per la stessa attività la Regia Aeronautica aveva utilizzato nel corso della guerra mondiale appena trascorsa, esclusivamente idrovolanti come il CANT Z.506, il CANT Z.501 e il Fiat R.S.14, in controtendenza rispetto all'aviazione delle altre marine occidentali che utilizzavano per lo stesso scopo, monomotori pluriposto imbarcati su portaerei o plurimotori da basi terrestri.
Non più in servizio nella U.S. Navy, il velivolo della Curtiss viene considerato come un velivolo di transizione utile all'addestramento di nuove tecniche operative per la lotta antisommergibile. L'Amministrazione americana decise di fornire in conto MDAP i Curtiss Helldiver all'Italia, alla Francia, alla Thailandia e alla Grecia.
I primi ventiquattro Curtiss Helldiver destinati all'Aeronautica militare, la cui designazione è stata cambiata da SB2C-5 in SC2-5 eliminando la B di Bomber in aderenza al Trattato di Pace, ancora in vigore, che negava all'Italia l'uso di bombardieri, trasportati dalla portaerei USS Mindoro (CVE-120) sbarcarono a Brindisi nel settembre del 1950.
Assegnati temporaneamente alla Scuola Volo dell'Aeroporto di Lecce-Galatina, con questi velivoli venne costituito nel dicembre 1950 l'86º Gruppo Antisom che fu basato all'Aeroporto di Grottaglie una volta completati i lavori di adeguamento della pista e la costruzione delle infrastrutture necessarie. Mentre i piloti iniziavano la familiarizzazione con il nuovo velivolo, gli specialisti erano alle prese con i problemi di manutenzione secondo gli standard americani, particolarmente stringenti soprattutto per le apparecchiature elettroniche di cui l'Helldiver era dotato.
Comunque già nell'aprile del 1951, l'86º Gruppo inizia la sua attività all'estero con il rischieramento di dodici Helldiver sull'aeroporto di Ħal Far a Malta a seguito della squadra navale dell'ammiraglio Massimo Girosi, per operare con reparti britannici.
Purtroppo l'attività di volo è funestata dai primi incidenti, anche mortali. L'11 gennaio 1951 l'Helldiver (MM M80020) stalla in atterraggio, causando la morte del pilota, tenente Enrico Guerrisi. Il 12 febbraio successivo, l'Helldiver (MM 80025) finisce fuori pista, fortunatamente senza conseguenze per l'equipaggio, ma il velivolo subisce danni tali da dover essere radiato.
Pur funestata da altri incidenti (l'Helldiver MM 80032 il 22 giugno 1951, precipita dopo il decollo causando la morte del pilota, tenente Augusto Bertoli) l'attività di volo continua intensa ed il livello addestrativo di piloti e specialisti è tale da consentire la partecipazione alle esercitazioni interforze previste per l'estate del 1951, come quella che si svolse dall'8 al 19 luglio. Sei Helldiver si trasferirono da Grottaglie a Hyères per partecipare ad una manovra congiunta tra le marine italiana, francese e statunitense.
Dal 9 al 18 agosto otto Helldiver si rischierano a Catania per partecipare all'esercitazione Bee Hive con navi inglesi ed americane. Ancora, dal 14 al 20 settembre, sei Helldiver, da Grottaglie, intervengono a supporto delle operazioni navali dell'esercitazione Italic 3.
Nell'attività di ricerca del naviglio sottomarino si procede sia a vista che utilizzando il radar AN/APS-4, vera novità per personale navigante e specialista, i cui schermi sono situati nell'abitacolo posteriore sotto il controllo del secondo membro dell'equipaggio.
Nel corso delle esercitazioni, si utilizzano anche le boe idrofoniche che vengono lanciate attorno al sommergibile intercettato, in modo da rilevarne costantemente gli spostamenti.

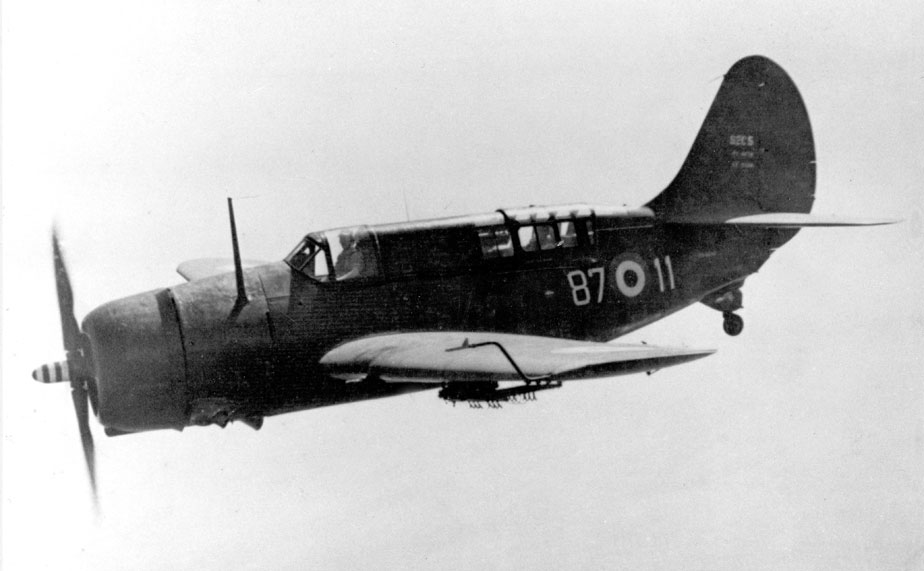
S2C-5 Helldiver dell'87º Gruppo Antisom

Il 4 febbraio 1952 un Helldiver della 162ª Squadriglia ha un grave guasto al motore durante una missione addestrativa fra Pulsano e Gallipoli e il pilota, Ten. Bruno Albini, è costretto ad un atterraggio di fortuna sulla spiaggia di Manduria: l'osservatore, GM Nicola Fanelli, muore per l'impatto e il velivolo è completamente distrutto. 
La cessione di ulteriori sedici Helldiver in ambito MDAP tra il gennaio e il marzo del 1952, permette di trasferire a Catania-Fontanarossa, la 164ª squadriglia che costituisce il primo nucleo del costituendo 87º gruppo antisom che nasce ufficialmente il 15 luglio del 1952 cui si unirà successivamente la 165ª squadriglia. L'attività è intensa e di conseguenza anche l'usura dei velivoli e gli incidenti.
Alla data del 26 gennaio 1953, l'86º gruppo ha in carico ventitré Helldiver di cui nove efficienti mentre l'87º ne ha in carico undici, di cui sei efficienti.
A partire da febbraio del 1953, L'87º gruppo inizia la transizione sui Lockeed PV-2 Harpoon, mentre si adegua l'aeroporto di Catania e si allestisce una sala strumentale munita di Link-Trainer, per l'addestramento del personale radarista e marconista. Via via che si rendono disponibili i bimotori, gli Helldiver vengono concentrati presso l'86º gruppo.
Nell'agosto del 1953, gli Helldiver donati dalla U.S. Navy alla Marina Militare passano a Grottaglie, dove sono presi in carico dall'86º gruppo.
Dall'inizio del 1954 tutti gli Helldiver sono concentrati a Grottaglie, mentre anche l'86º gruppo inizia la transizione sugli Harpoon con i quali viene costituita la 161ª squadriglia.
Ad aprile del 1954 la dotazione di Helldiver ammonta a trentadue unità che iniziano a raggiungere i limiti di ore di volo.
Continua comunque l'attività operativa nell'Aviazione Antisom. Nel 1954 otto S2C-5 e altrettanti PV2, partecipano con quattordici navi e un sommergibile all'esercitazione Vito 2 nelle acque del Mar Ionio.
Via via che raggiungono i limiti delle ore di volo, gli Helldiver vengono radiati. Nel 1956, tre velivoli vanno perduti per incidenti di volo, anche mortali.
Con l'arrivo dei nuovi Grumman S-2 Tracker, gli Helldiver sono relegati alla sola attività di traino manica per l'addestramento contraereo delle unità della Marina e dell'Esercito. Per questa attività all'inizio del 1958, l'86º gruppo ha in carico tredici superstiti Helldiver con un'efficienza media di sette velivoli.
Gli ultimi Helldiver saranno radiati nei primi mesi del 1959.
Gli Helldiver della Marina Militare Italiana

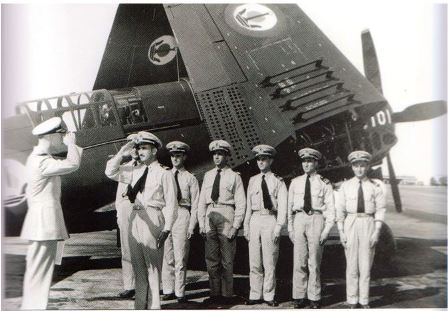
Cerimonia di consegna dei primi due Helldiver con le insegne provvisorie della Marina Militare

Dopo le dure condizioni del Trattato di pace, con l'ammissione dell'Italia nel Patto Atlantico e l'avvio da parte statunitense degli aiuti militari alle Nazioni alleate (Mutual Defense Assistance Program), per la Marina Militare si prospetta, come accaduto per la Francia, la possibilità di ottenere una portaerei tra quelle in surplus dell'U.S. Navy e finalmente riuscire a soddisfare il desiderio per una componente aerea autonoma, sempre negato per ragioni politiche, di carenza di risorse e vincoli legislativi. Nel 1950 il ministro della Difesa Randolfo Pacciardi inviò a Washington il Capo di stato maggiore della Marina Militare Ammiraglio Emilio Ferreri, per trattare la cessione delle unità da richiedere agli americani, tra cui figuravano due portaerei di scorta e la relativa dotazione di velivoli imbarcati.
Ci si rese subito conto che i costi di gestione, tralasciando le difficoltà di ordine politico e giuridico, superavano le possibilità del bilancio della Marina Militare. Rimaneva comunque aperta la possibilità di costituire una componente aerea basata a terra con compiti prevalentemente navali e antisom.
Nel novembre 1950 un gruppo di quindici ufficiali della Marina Militare, suddiviso in tre sezioni, fu inviato in addestramento negli Stati Uniti presso la Naval Air Station di Corpus Christi, in Texas, per conseguire il brevetto di pilota e l'abilitazione su portaerei. Il reparto addestrativo è il VA-5 datato di velivoli Douglas Skyraiders.
Sul locale aeroporto di Cabaniss Field, l'U.S. Navy consegna a piloti e specialisti italiani due Curtiss SB2C-5 Helldiver come prima dotazione per un costituendo reparto aereo della Marina Militare. La consegna ha carattere ufficioso, al di fuori della fornitura MDAP per l'Aeronautica Militare.
Il personale italiano ottenuto il brevetto di volo nell'estate del 1952, nell'ottobre successivo completa quindi l'addestramento avanzato ed ognitempo ed effettua il passaggio sull'Helldiver, già in dotazione all'86º gruppo antisom, che comprende anche decolli da portaerei e appontaggi.
Sulle fusoliere degli Helldiver, con la caratteristica livrea blu scuro dell'U.S. Navy, spiccano le ancore stilizzate dipinte sulla coccarda nazionale e lo stemma delle repubbliche marinare sulla deriva. 
Gli Helldiver conservano il gancio di arresto, rimosso invece sugli esemplari forniti all'Aeronautica Militare e assumono le matricole I-01 e I-02. Gli ufficiali della Marina abilitati sono i tenenti di vascello Cottini e Volpe, il sottotenente di vascello Paramithiotti, i guardiamarina Saccardo, Cali, Valente.
Il 10 novembre 1952 Volpe e Valente trasferiscono gli Helldiver sulla base di Norfolk e il 1º dicembre velivoli e piloti sono imbarcati sulla portaerei USS Midway (CV-41) diretta nel Mediterraneo.
Durante la navigazione, s'intuisce dagli ordini contraddittori che provengono dallo Stato Maggiore Marina, che in Italia l'opposizione alla creazione di una Aviazione Navale è ancora forte.
Comunque, il 19 dicembre 1952, al largo di Marsiglia i due Helldiver decollano dalla Midway con la scorta di otto F9F-5 Panther del VF-61.
In prossimità dell'isola d'Elba, al limite dello spazio aereo italiano, la scorta lascia i due Helldiver, che senza un piano di volo e ausili di navigazione, sono costretti a navigare a vista finché atterrano sull'aeroporto di Napoli-Capodichino.
Per evitare il sequestro dei velivoli, del tutto sconosciuti alle autorità aeronautiche italiane i due piloti della Marina li parcheggiano nella zona aeroportuale riservata all'amministrazione statunitense, di fatto proprietaria degli aeromobili. I due Helldiver restano accantonati sull'aeroporto di Napoli-Capodichino finché, incorporati nell'AMI, ricevettero le matricole MM4698 e MM4699, venendo ceduti nell'agosto del 1953 all'86º gruppo di Grottaglie.
Portogallo
Il Portogallo ricevette ventiquattro Curtiss SB2C-5 insieme con parti di ricambio e accessori nel 1950.
Di stanza sulla base del Centro de Aviação Naval de São Jacinto, gli Helldiver ricevettero le sigle da AS-1 a AS-24 operando come mezzi antisom alle dipendenze della Marina Portoghese fino al 1952.
Successivamente furono trasferiti alla Força Aérea Portuguesa che li utilizzò a partire dal 1953 presso la base N.5.
Nel 1954 gli aeromobili furono trasferiti nella base n. 6 Montijo vicino a Lisbona da dove operarono fino al loro ritiro avvenuto nel 1956..
Thailandia
Il 29 giugno 1951 sei SB2C-5 furono ceduti alla Royal Thai Air Force. Inviati a bordo della portaerei di scorta Cape Esperance (CVE-88), gli Helldiver thailandesi effettuarono missioni di attacco e bombardamento contro guerriglieri comunisti finché furono ritirati dal servizio attivo nel 1957.

## Versioni
Prodotti dalla Curtiss-Wright negli Stati Uniti d'America: 
| Anno   | Modello  | Sigla       | Esemplari |
| ------ | -------- | ----------- | --------- |
| 1940   | Model 84 | XSB2C-1     | 1         |
| 1942   | Model 84 | SB2C-1      | 200       |
|        | Model 84 | A-25A       | 900       |
|        | Model 84 | SB2C-1C     | 778       |
| 1944   | Model 84 | SB2C-3, -3E | 1112      |
|        | Model 84 | SB2C-4, -4E | 2045      |
| 1945   | Model 84 | SB2C-5      | 970       |
| Totale | Totale   | Totale      | 6006      |

Prodotti da Fairchild Aircraft e Canadian Car and Foundry in Canada:
| Anno   | Modello  | Sigla  | Esemplari |
| ------ | -------- | ------ | --------- |
| 1943   | Model 84 | SBF-1  | 50        |
|        | Model 84 | SBF-3  | 150       |
|        | Model 84 | SBF-4E | 100       |
| 1943   | Model 84 | SBW-1  | 38        |
| 1943   | Model 84 | SBW-1B | 28        |
|        | Model 84 | SBW-3  | 413       |
|        | Model 84 | SBW-4E | 270       |
|        | Model 84 | SBW-5  | 85        |
| Totale | Totale   | Totale | 1134      |

| Totale generale | Totale generale | Totale generale | 7140 |

## Esemplari attualmente esistenti
Un esemplare di SB2C-5 (numero di serie 83589) è conservato in condizioni di volo, in Texas, appartenente alla Commemorative Air Force già Confederate Air Force, un'organizzazione non profit statunitense che restaura velivoli storici esibendosi in manifestazioni aeree negli Stati Uniti e in Canada.

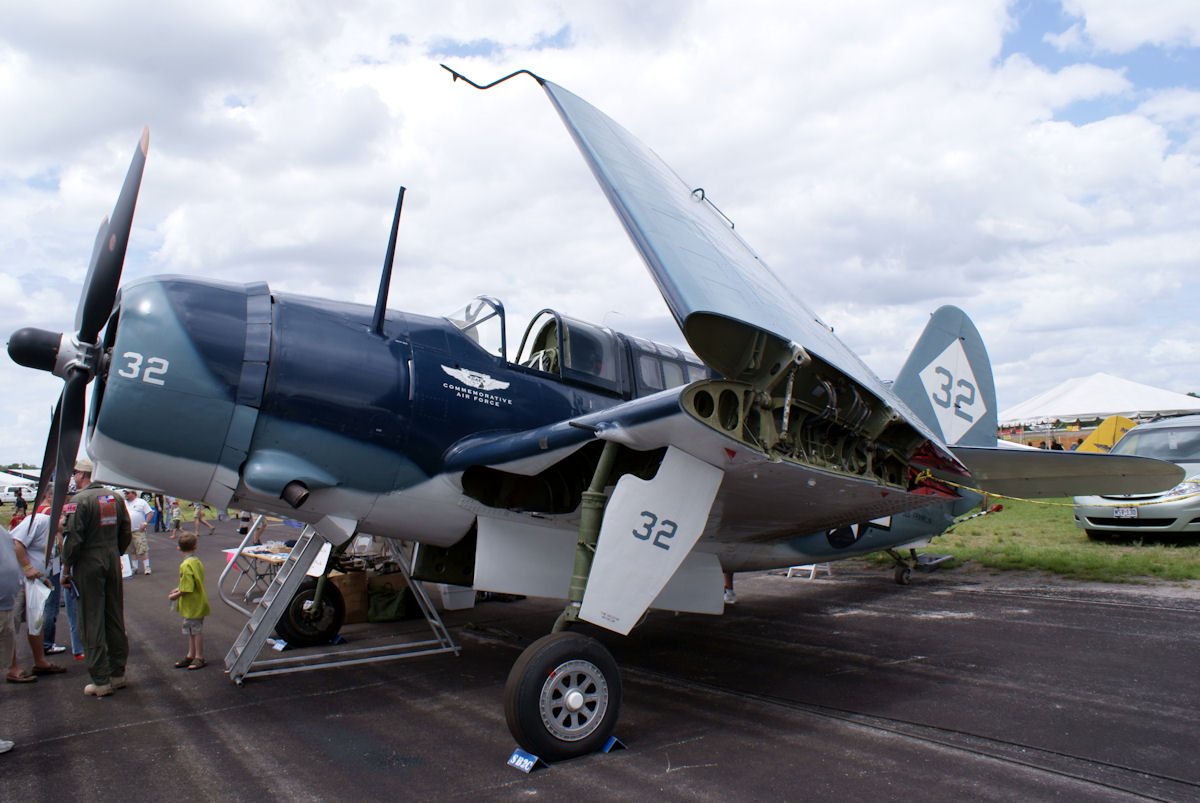
Il Curtiss SB2C-5 Helldiver (83589) della Commemorative Ar Force

## Utilizzatori
Australia
- Royal Australian Air Force

 Francia
- Aéronautique navale

 Grecia
- Ellinikí Vasilikí Aeroporía

 Italia
- Aeronautica Militare

 Portogallo

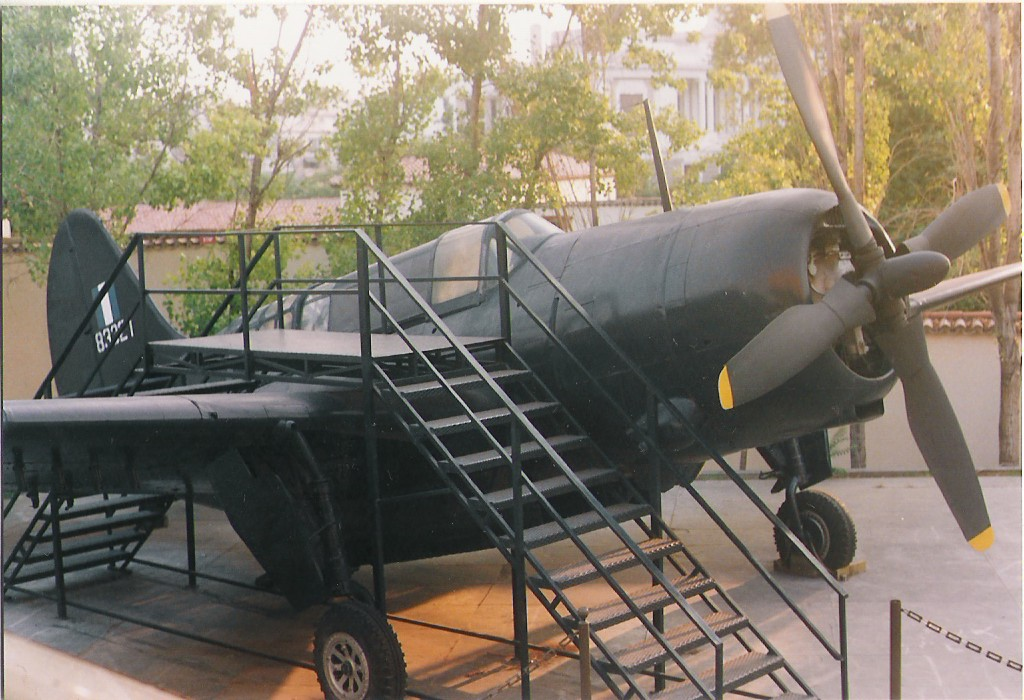
Un SB2C-4 museizzato con coccarde greche

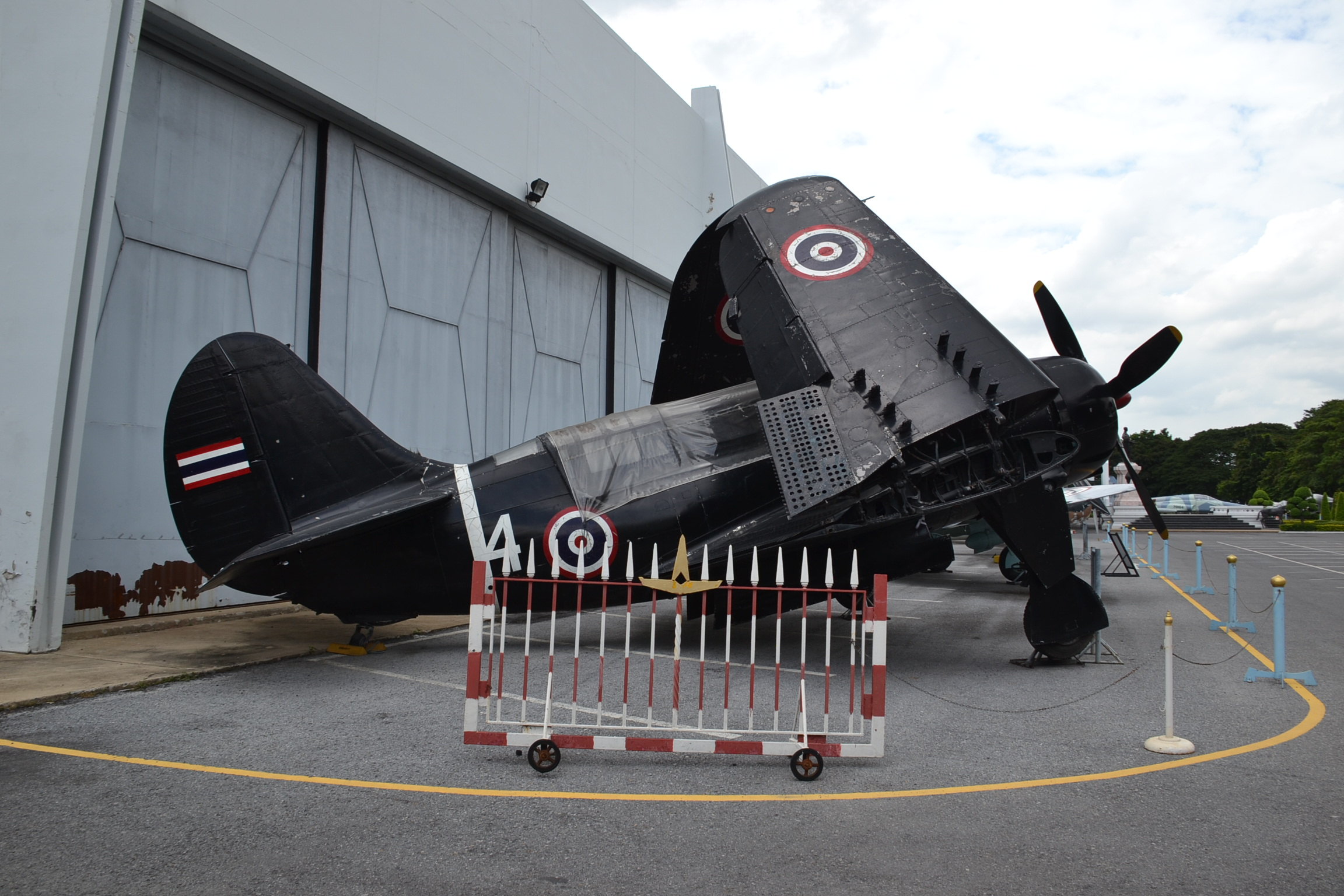
Il Curtiss SB2C-5 Helldiver esposto al Royal Thai Air Force Museum

- Serviço da Aeronáutica Naval (prima del 1952)
- Força Aérea Portuguesa (dopo il 1952)

 Siam
- Kongthap Akat Thai

 Regno Unito
- Royal Navy Fleet Air Arm

 Stati Uniti
- United States Army Air Forces
- United States Marine Corps
- United States Navy

### Pubblicazioni
Massimo de Leonardis, La Marina Militare e la Nato 1ª parte, in Rivista Marittima, aprile 2016,  pp. 60-66.